# Europsko prvenstvo u rukometu za igrače do 18 godina – Srbija i Crna Gora 2004.
Sedmo europsko prvenstvo za rukometaše mlađe od 18 godina održano je u Beogradu od 23. srpnja do 1. kolovoza 2006.
Utakmice su se igrale u idućim dvoranama:
- Hala Pionir
- Sportski centar Voždovac, Dvorana Banjica

Dvorane za treninge su bile:
- SC Šumice, Beograd
- Sport EKO, Beograd

## Prvi dio natjecanja

### Skupina A
1.kolo

Danska - Bjelorusija 30:27 (13:14)

Mađarska - Rumunjska 35:23 (17:11)

2.kolo

Danska - Rumunjska 30:26 (16:11)

Bjelorusija - Mađarska 31:26 (16:16)

3.kolo

Danska - Mađarska 26:24 (12:9)

Bjelorusija - Rumunjska 35:23 (20:8)

```
1. Danska       3 0 0 86:77   +9  6
2. Bjelorusija  2 0 1 93:79  +14  4
3. Mađarska     1 0 2 85:80   +5  2
4. Rumunjska    0 0 3 72:100 -28  0
```

### Skupina B
1.kolo

Njemačka - Rusija 37:31 (20:16)

Slovenija - Švicarska 36:24 (20:8)

2.kolo

Njemačka - Slovenija 28:27 (15:12)

Rusija - Švicarska 38:25 (18:11)

3.kolo

Njemačka - Švicarska 30:23 (15:14)

Slovenija - Rusija 30:26 (14:14)

```
1. Njemačka  3 0 0  95:81 +14 6 
2. Slovenija 2 0 1  93:78 +15 4
3. Rusija    1 0 2  95:92  +3 2
4. Švicarska 0 0 3 72:104 -32 0
```

### Skupina C
1.kolo

Francuska - Slovačka 24:24 (12:11)

Hrvatska - Bugarska 33:28 (15:15)

2.kolo

Francuska - Bugarska 21:20 (11:7)

Hrvatska - Slovačka 33:30 (19:15)

3.kolo

Hrvatska - Francuska 29:28 (11:14)

Slovačka - Bugarska 35:29 (19:17)

```
1. Hrvatska  3 0 0  95:86  +9  6
2. Slovačka  1 1 1  89:86  +3  3
3. Francuska 1 1 1  73:73  +0  3
4. Bugarska  0 0 3  77:89 -12  0
```

### Skupina D
1.kolo

Švedska - Island 30:16 (13:16)

Srbija i Crna Gora - Estonska 39:20 (20:10)

2.kolo

Švedska - Estonska 33:21 (15:10)

Srbija i Crna Gora - Island 32:24 (17:11)

3.kolo

Srbija i Crna Gora - Švedska 26:20 (15:7)

Island - Estonska 35:24 (15:9)

```
1. SCG       3 0 0  97:64 +33 6
2. Švedska   1 1 1  83:77  +6 3
3. Island    1 1 1  89:86  +3 3
4. Estonska  0 0 3 65:107 -42 0
```

## Drugi dio natjecanja

### Glavni krug, Skupina I
1.kolo

Slovenija - Danska 27:24 (15:11)

Njemačka - Bjelorusija 28:19 (14:10)

2.kolo

Slovenija - Bjelorusija 26:25 (11:12)

Danska - Njemačka 37:24 (17:11)

```
1. Danska      2 0 1 91:78  +13 4
2. Slovenija   2 0 1 80:77   +3 4 
3. Njemačka    2 0 1 80:83   -3 4
4. Bjelorusija 0 0 3 71:84  -13 0
```

### Glavni krug, Skupina II
1.kolo

Hrvatska - Švedska 27:22 (14:11)

SCG - Slovačka 31:21 (15:11)

2.kolo

Slovačka - Švedska 23:14 (9:7)

Hrvatska - SCG 19:28 (8:12)

```
1. SCG       3 0 0 85:60  +25  6
2. Hrvatska  2 0 1 79:80   -1  4
3. Slovačka  1 0 2 74:78   -4  2
4. Švedska   0 0 3 56:76  -20  0
```

### Međukrug, Skupina III
1.kolo

Švicarska - Mađarska 29:29 (14:15)

Rusija - Rumunjska 40:29 (17:17)

2.kolo

Švicarska - Rumunjska 40:29 (18:13)

Rusija - Mađarska 33:25 (18:14)

```
1. Rusija    3 0 0  111:79 +32  6
2. Mađarska  1 1 1   89:85  +4  3
3. Švicarska 1 1 1   94:96  -2  3
4. Rumunjska 0 0 3  81:115 -34  0
```

### Međukrug, Skupina IV
1.kolo

Francuska - Estonska 32:19 (15:8)

Island - Bugarska 36:32 (12:15)

2.kolo

Estonska - Bugarska 37:30 (19:16)

Francuska - Island 20:20 (11:11)

```
1. Island     2 1 0 91:76 +15 5
2. Francuska  2 1 0 73:59 +14 5
3. Estonska   1 0 2 80:97 -17 2
4. Bugarska   0 0 3 82:94 -12 0
```

## Za plasman od 13. – 16. mjesta
Švicarska - Bugarska 23:19 (12:10)

Estonska - Rumunjska 35:33 (18:14)

## Za plasman od 9. – 12. mjesta
Rusija - Francuska 20:23 (6:11)

Island - Mađarska 30:37 (10:18)

## Za plasman od 5. – 8. mjesta
Njemačka - Švedska 31:22 (12:10)

Slovačka - Bjelorusija 22:21 (10:8)

## Za konačni plasman
za 15. mjesto:

Bugarska - Rumunjska 22:33 (11:16)

za 13. mjesto:

Švicarska - Estonska 37:33 (19:16)

za 11. mjesto:

Rusija - Island 32:25 (13:12)

za 9. mjesto:

Francuska - Mađarska 28:22 (16:11)
za 7. mjesto:

Švedska - Bjelorusija
za 5.mjesto:

Njemačka - Slovačka

## Za odličja
Poluzavršnica:
Hrvatska - Danska 22:24 (10:11)

Srbija i Crna Gora - Slovenija 39:38 (10:16; 28:28;34:34)
Za 3. mjesto:
Danska - Slovenija 
Za 1. mjesto:
Srbija i Crna Gora - Hrvatska 

## Konačni poredak
- 1.  Srbija i Crna Gora
- 2.  Hrvatska
- 3.  Danska
- 4.  Slovenija
- 5.
- 6.
- 7.
- 8.
- 9.  Francuska
- 10.  Mađarska
- 11.  Rusija
- 12.  Island
- 13.  Švicarska
- 14.  Estonija
- 15.  Rumunjska
- 16.  Bugarska

## Vanjske poveznice
- Službena stranica prvenstva  Arhivirana inačica izvorne stranice od 19. svibnja 2008. (Wayback Machine)
- EHF